# Lasija
Lasija (lat. Lasia), rod kozlačevki, dio je potporodice Lasioideae. Sastoji se od dvije priznate vrste rizomatoznih geofita iz tropske Azije i južne Kine,

## Vrste
1. Lasia concinna Alderw.
2. Lasia spinosa (L.) Thwaites